# 林冲
林冲是古典小說《水滸傳》中的重要人物，上应三十六天罡中的天雄星。初登场时约三十四五年纪，为東京（今开封市）八十万禁军枪棒教头，生得体格魁伟、豹头环眼、燕颔虎须，人称“豹子头”。惯使一杆丈八蛇矛，武艺绝伦，悍勇无敌。妻子张氏，兩人膝下無子；林冲家境殷实，岳父张教头曾是禁军教头，父亲是东京的提辖官，操刀鬼曹正为其徒弟。

## 经历
林冲与倒拔垂杨柳的花和尚鲁智深一见如故，结拜为兄弟。张氏贞娘在去东岳庙上香时，被殿帅府太尉高俅之义子高衙内调戏；幸得侍女锦儿告知林冲，将其喝止。但高衙內淫心不死，又使高俅的心腹陆谦骗林冲外出饮酒，欲乘机非禮張氏，幸为林冲赶回阻止。得罪高衙內的林冲被高俅设计，配戴寶刀入白虎堂，因此獲罪刺配沧州，在野猪林险些被公差董超與薛霸杀死，幸亏得鲁智深相救。林冲借宿柴进府時，撂倒了自认是柴府第一武人、氣燄囂張的洪教头，展現驚人武藝。
林冲到了沧州城牢营后，因柴进上下打點关系，得了看守天王堂的涼缺。高俅得知林冲日子過得逍遙，又派陆谦、富安去害林冲，陸謙和富安到滄洲後，買通管營改派林冲看守草料场，並計畫火燒草料場謀害林冲；林冲因外出打酒不在草料場，躲过一劫。在高俅咄咄相逼及陸謙見利忘義下，外加自己看守的草料場失火，必是死罪，林冲發狂怒杀陆谦、富安與草料場的一位官差後離去，至此不再信守王法。後由柴进推荐，雪夜上梁山。
林冲上山後，寨主白衣秀士王伦心胸狹小，又因林冲武藝绝伦，恐其搶走自己的首領之位而多方刁难，强迫林冲三天之內下山殺死一人，並獻上人頭，方可留下。林冲不願对无辜路人下手，连等了三天以後，聽梁山嘍囉的建議，搶一擔錢財獻奉來抵人頭。林冲遂劫道恰巧路過的青面兽楊志，二人拼斗数十合难分胜败，王倫见杨志武力惊人，便欲拉攏其上山入伙以牵制林冲，但楊志不願落草，執意離開，林冲也因為宋萬、杜遷、朱貴向王倫求情，才得以繼續留在梁山。当晁盖等上山入伙时，王伦又托词推拒，林冲在吴用的智激之下怒杀王倫，推举晁盖为山寨新任首領，开辟了梁山的新局面。期間林冲也知道了岳父张教头染患身故，妻子张氏無人保護，被高俅威逼亲事，自缢身死。傷心不已，視高俅為終生仇敵。
攻打祝家庄時，林冲生擒當時沒人打得贏的扈三娘，並擊敗祝龍。後更作为梁山的主力战将与高廉、呼延灼、關勝等朝廷兵馬接战，战功显赫。
梁山大聚义排座次时，林冲位列第六位好汉、“马军五虎第二”，镇守正西旱寨。受招安后，随宋江、卢俊义征讨辽国、田虎、王庆。剿灭方腊后，不幸在杭州染上风瘫重病不起，只得留在六和寺养病，由武松與魯智深照顾，半年后病故。追封忠武郎。

## 战绩
| 参加战役   | 战斗结果 |
| ---------- | --- |
| 三打祝家庄 | 生擒扈家庄扈三娘，击败祝龙。 |
| 攻打高唐州 | 刺死当地统制官于直，消灭太守高廉的飞天神兵。 |
| 迎击呼延灼 | 梁山军第二阵主将，与呼延灼大战五十合之上不分胜败。 |
| 攻打曾头市 | 和曾魁斗三十余合不分胜败，后曾魁认为不能获胜自动退下。 |
| 迎击关胜   | 与秦明大战关胜不分胜败，后率部击败郝思文。 |
| 凌州之战   | 与杨志杀散凌州军马，解救关胜。 |
| 东昌府之战 | 与花荣活捉东昌府副将花项虎龚旺，将张清逼入水中。 |
| 元夜闹东京 | 与关胜、秦明、呼延灼、董平带兵杀至东京城外。 |
| 两赢童贯   | 梁山军右军大将，在九宫八卦阵中镇守西方。与呼延灼伏击童贯军，刺死洳州都监马万里。 |
| 三败高俅   | 同河南河北节度使王焕大战七八十合不分胜败。 |
| 征讨辽国   | 与花荣、秦明、索超一同活捉了被张清用石头打落马下的密云县守将阿里奇，解救被阿里奇打败的徐宁。后三十余合杀死蓟州守将宝密圣。幽州之战中杀死番将贺拆，并作为主将，攻破太乙混天象阵中的木星阵。         |
| 征讨田虎   | 在壶关大战田虎守将山士奇五十余合不分胜败，并刺死其副将伍肃，又在五龙山阵斩偏将倪麟。与董平、花荣等人至沁源县，以抵御卞祥所部援军，并搠死偏将顾恺。                                                 |
| 征讨王庆   | 与呼延灼、董平等将领驻守宛州之西，抵御临汝州援军，斩杀主将张寿，并辅佐陈安抚，镇守宛州。后出城迎战山南州援军，与花荣同阵杀掉阙翥、翁飞。在简本水浒中，林冲还曾斩杀红桃山守将雷应春、统军先锋周积。 |
| 征讨方腊   | 在南征方腊时林冲被划入卢俊义麾下，先后杀死宣州守将杜敬臣、杭州守将冷恭，并刺伤独松关守将蒋印。参与歙州之战，与孙立、黄信、邹渊、邹润一同将尚书王寅杀死。                                           |

## 评价
金圣叹：林冲自然是上上人物，写得只是太狠。看他算得到，熬得住，把得牢，做得彻，都使人怕。这般人在世上，定做得事业来，然琢削元气也不少。
茅盾曾经把水浒传里杨志、林冲、鲁达这三个军官出身的人，作了一番颇为精彩的比较：“楊志一心想做官，'博個封妻蔭子'，結果是賠盡小心，依然落得一場空。林沖安分守己，逆來順受，結果被逼得無處容身。只有魯達，一無顧慮，敢作敢為，也就不曾吃過虧。對於楊志，我們雖可憐其遭遇，卻鄙薄其為人；對於林沖，我們既寄以滿腔的同情，卻又深惜其認識不夠；對於魯達，我們卻除了讚嘆，別無可言。” “林沖出自槍棒教師的家庭，是屬於小資產階級的技術人員，他有正義感，但苟安於現狀，非被逼到走頭無路，下不來決心。”
茅盾还写有短篇小说“豹子头林冲”，对上述思想作了艺术上的发挥。

## 圖片

繪畫
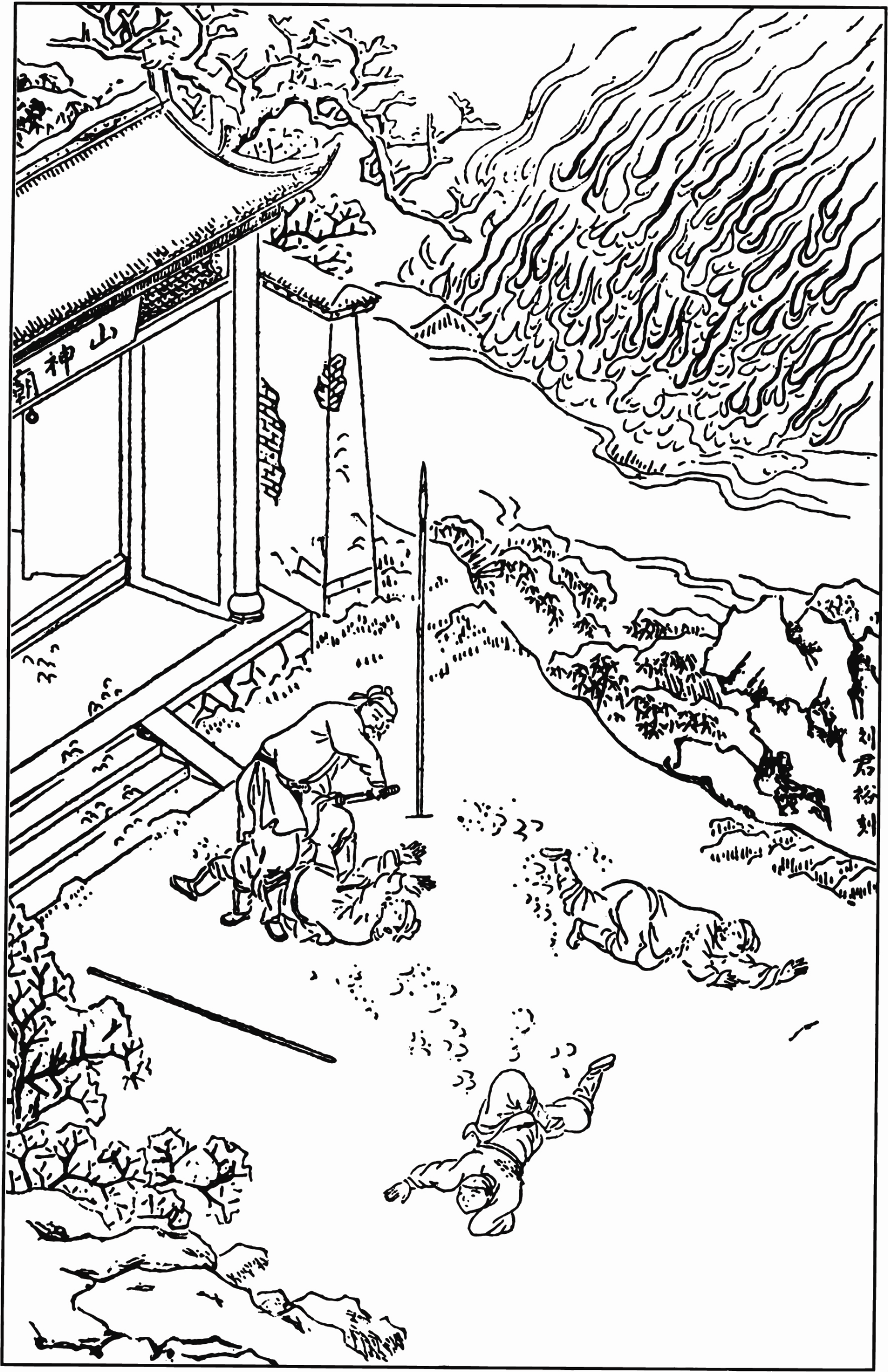
火烧草料场
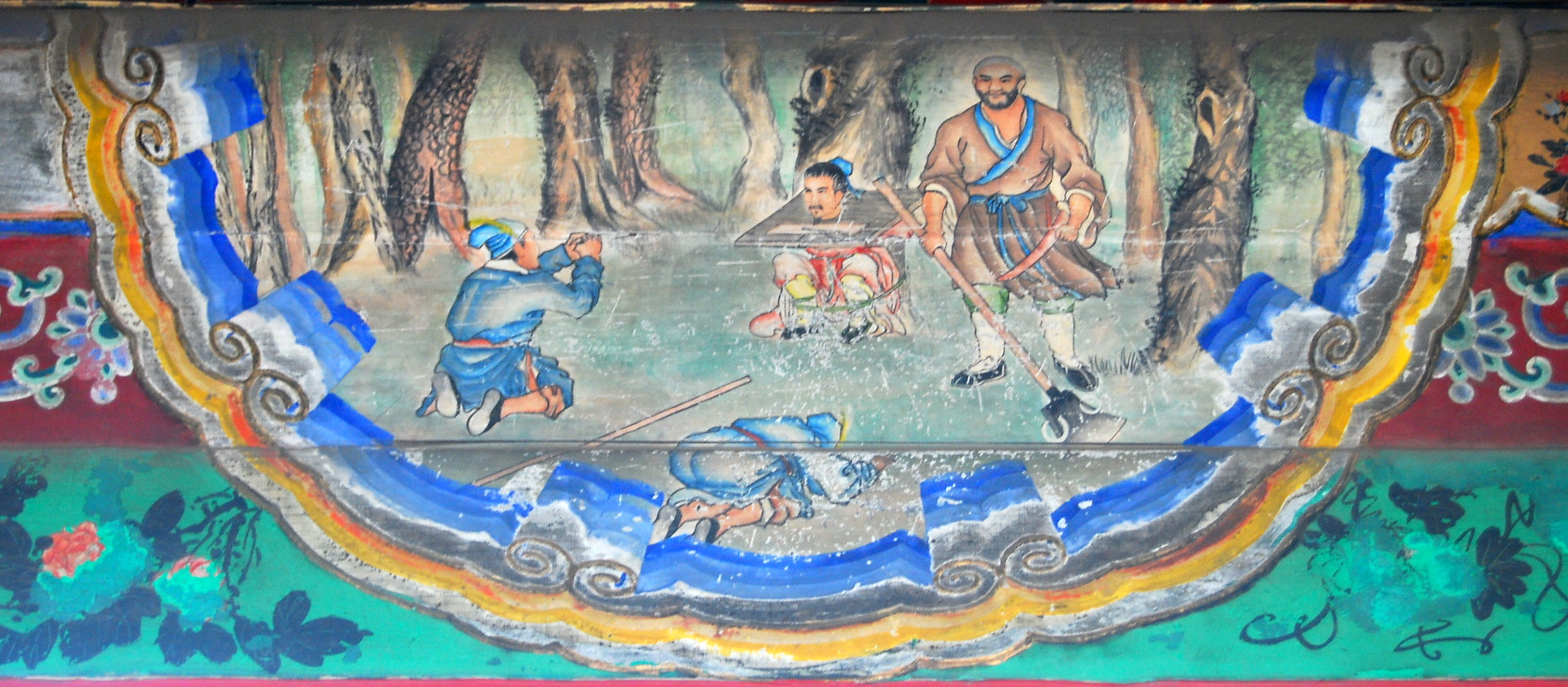
颐和园长廊彩绘：野猪林
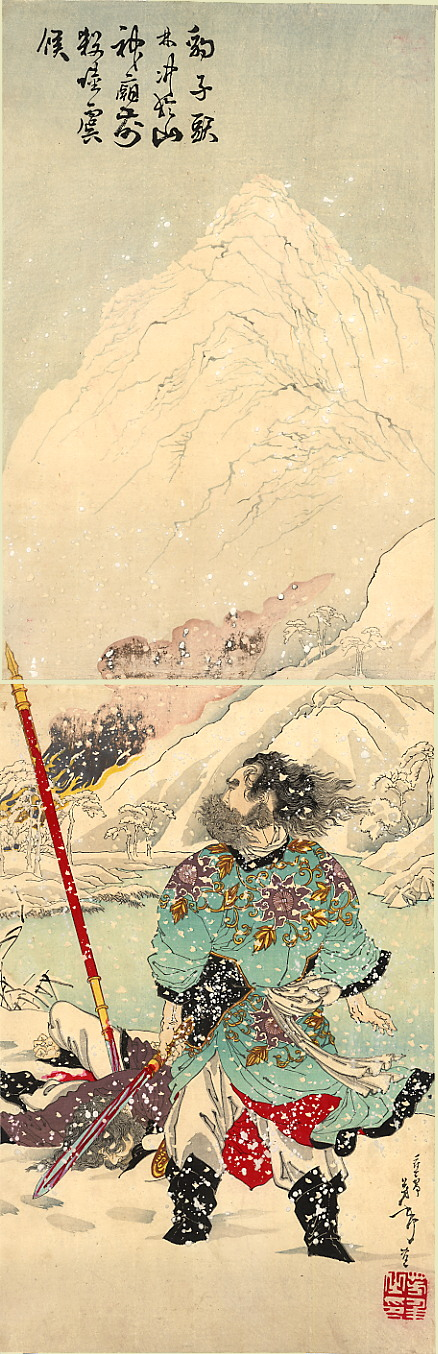
风雪山神庙，月冈芳年绘

## 影视
- 1958年電影《林冲》：舒适
- 1962年京剧电影《野猪林》：李少春
- 1972年香港电影《林冲夜奔》：岳华
- 1972年香港邵氏《水滸傳》：岳华
- 1973年日本NTV版《水浒传》：中村敦夫
- 1975年香港邵氏《荡寇志》：岳华
- 1977年电视剧《迫上梁山》：黄元申
- 1983年山东版《水浒》：丁汝骏、韩振华、管得旺
- 1985年电影《水浒英雄杨志》：徐少强
- 1986年电视剧《林冲》：高雄
- 1992年香港TVB版《水浒英雄传》：黎汉持
- 1992年香港电影《水浒传之英雄本色》：梁家辉
- 1993年香港电影《水浒笑传》：黃光亮
- 1997年电视剧《一枝花和尚》：刘松仁
- 1998年央视版《水浒传》：周野芒[參⁠ 3]
- 2011年版《水浒传》：胡东[參⁠ 4]
- 2013年版《武松》：韦亦波
- 2018年《小戏骨水浒传》：葛奕德
- 2019年电影《豹子头林冲》：于震

## 改編小說
- 《林沖尋仇》
- 《水滸傳》（北方謙三）

## 電子遊戲
- 《水滸傳·天命之誓》，1989年，日本，光榮株式會社
- 《水滸演武（日语：水滸演武）》，1995年，日本，Data East
- 《水滸傳·天導一〇八星》，1997年，日本，光榮株式會社

## 漫畫
- 《水滸傳》，橫山光輝，1967－1971年，日本